# Wrenn Schmidt
Wrenn Schmidt (Lexington, 18 febbraio 1983) è un'attrice statunitense.

## Biografia
È conosciuta principalmente per i suoi ruoli ricorrenti nelle serie televisive Boardwalk Empire, The Americans e Person of Interest e per aver preso parte alla serie Outcast.

## Filmografia

### Cinema
- Javelina, regia di Barry Tubb (2011)
- Quell'idiota di nostro fratello (Our Idiot Brother), regia di Jesse Peretz (2011)
- How to Follow Strangers, regia di Chioke Nassor (2013)
- Preservation, regia di Christopher Denham (2014)
- I Saw the Light, regia di Marc Abraham (2015)
- 13 Hours: The Secret Soldiers of Benghazi, regia di Michael Bay (2016)
- The Good Catholic, regia di Paul Shoulberg (2016)
- Nope, regia di Jordan Peele (2022)

### Televisione
- Law & Order - I due volti della giustizia (Law & Order) – serie TV, episodio 17x08 (2006)
- 3 libbre (3 lbs) – serie TV, episodio 1x03 (2006)
- Mercy – serie TV, episodio 1x13 (2010)
- Body of Proof – serie TV, episodio 2x03 (2012)
- Blue Bloods – serie TV, episodio 2x22 (2013)
- Boardwalk Empire - L'impero del crimine (Boardwalk Empire) – serie TV, 10 episodi (2012-2013)
- The Americans – serie TV, 6 episodi (2014)
- Tyrant – serie TV, 4 episodi (2014)
- Unforgettable – serie TV, episodio 3x09 (2014)
- Person of Interest – serie TV, 7 episodi (2014-2016)
- Outcast – serie TV, 20 episodi (2016-2017)
- The Looming Tower – miniserie TV, 10 episodi (2018)
- Elementary – serie TV, episodi 6x11-7x13 (2018-2019)
- For All Mankind – serie TV (2019-in corso)

## Doppiatrici italiane
Nelle versioni in italiano delle opere in cui ha recitato, Wrenn Schmidt è stata doppiata da:
- Chiara Gioncardi in 13 Hours: The Secret Soldiers of Benghazi, Outcast, For All Mankind
- Emanuela D'Amico in The Americans
- Roberta Pellini in Tyrant
- Francesca Manicone in Person of Interest
- Jessica Bologna in The Looming Tower